# U17-världsmästerskapet i fotboll för damer 2008
U17-världsmästerskapet i fotboll för damer 2008 var det första U17-världsmästerskapet i fotboll för damer och arrangerades i Nya Zeeland under perioden 28 oktober–16 november 2008.

## Gruppspel

### Grupp A
| Nr | Lag         | S | V | O | F | GM | IM | MS | P |
| -- | ----------- | - | - | - | - | -- | -- | -- | - |
| 1  | Danmark     | 3 | 1 | 2 | 0 | 3  | 2  | +1 | 5 |
| 2  | Kanada      | 3 | 1 | 2 | 0 | 2  | 1  | +1 | 5 |
| 3  | Nya Zeeland | 3 | 1 | 0 | 2 | 4  | 4  | 0  | 3 |
| 4  | Colombia    | 3 | 0 | 2 | 1 | 3  | 5  | −2 | 2 |

|              | 28 oktober 2008 | Nya Zeeland | 0 – 1           | Kanada             | North Harbour Stadium                                      |                                                            |
| 19:00 UTC+13 | 19:00 UTC+13    |             | (0 – 0) Rapport | 53′ Rachel Lamarre | Auckland Publik: 13 123 Domare: Kirsi Savolainen (Finland) | Auckland Publik: 13 123 Domare: Kirsi Savolainen (Finland) |
| 19:00 UTC+13 | 19:00 UTC+13    |             |                 |                    | Auckland Publik: 13 123 Domare: Kirsi Savolainen (Finland) | Auckland Publik: 13 123 Domare: Kirsi Savolainen (Finland) |
| 19:00 UTC+13 | 19:00 UTC+13    |             |                 |                    | Auckland Publik: 13 123 Domare: Kirsi Savolainen (Finland) | Auckland Publik: 13 123 Domare: Kirsi Savolainen (Finland) |

|              | 29 oktober 2008 | Danmark         | 1 – 1           | Colombia          | North Harbour Stadium                                 |                                                       |
| 12:00 UTC+13 | 12:00 UTC+13    | Simone Boye 51′ | (0 – 1) Rapport | 20′ Tatiana Ariza | Auckland Publik: 6 759 Domare: Cha Sung-Mi (Sydkorea) | Auckland Publik: 6 759 Domare: Cha Sung-Mi (Sydkorea) |
| 12:00 UTC+13 | 12:00 UTC+13    |                 |                 |                   | Auckland Publik: 6 759 Domare: Cha Sung-Mi (Sydkorea) | Auckland Publik: 6 759 Domare: Cha Sung-Mi (Sydkorea) |
| 12:00 UTC+13 | 12:00 UTC+13    |                 |                 |                   | Auckland Publik: 6 759 Domare: Cha Sung-Mi (Sydkorea) | Auckland Publik: 6 759 Domare: Cha Sung-Mi (Sydkorea) |

|              | 1 november 2008 | Colombia         | 1 – 1           | Kanada          | North Harbour Stadium                           |                                                 |
| 13:00 UTC+13 | 13:00 UTC+13    | Ingrid Vidal 10′ | (1 – 1) Rapport | 9′ Nkem Ezurike | Auckland Publik: 11 170 Domare: Wang Jia (Kina) | Auckland Publik: 11 170 Domare: Wang Jia (Kina) |
| 13:00 UTC+13 | 13:00 UTC+13    |                  |                 |                 | Auckland Publik: 11 170 Domare: Wang Jia (Kina) | Auckland Publik: 11 170 Domare: Wang Jia (Kina) |
| 13:00 UTC+13 | 13:00 UTC+13    |                  |                 |                 | Auckland Publik: 11 170 Domare: Wang Jia (Kina) | Auckland Publik: 11 170 Domare: Wang Jia (Kina) |

|              | 1 november 2008 | Nya Zeeland       | 1 – 2           | Danmark                                | North Harbour Stadium                               |                                                     |
| 16:00 UTC+13 | 16:00 UTC+13    | Annalie Longo 13′ | (1 – 1) Rapport | 29′ Linette Andreasen 56′ Britta Olsen | Auckland Publik: 11 170 Domare: Silvia Reyes (Peru) | Auckland Publik: 11 170 Domare: Silvia Reyes (Peru) |
| 16:00 UTC+13 | 16:00 UTC+13    |                   |                 |                                        | Auckland Publik: 11 170 Domare: Silvia Reyes (Peru) | Auckland Publik: 11 170 Domare: Silvia Reyes (Peru) |
| 16:00 UTC+13 | 16:00 UTC+13    |                   |                 |                                        | Auckland Publik: 11 170 Domare: Silvia Reyes (Peru) | Auckland Publik: 11 170 Domare: Silvia Reyes (Peru) |

|              | 4 november 2008 | Colombia          | 1 – 3           | Nya Zeeland               | Wellington Stadium                                     |                                                        |
| 19:00 UTC+13 | 19:00 UTC+13    | Tatiana Ariza 82′ | (0 – 1) Rapport | 44′, 81′, 87′ Rosie White | Wellington Publik: 3 546 Domare: Etsuko Fukano (Japan) | Wellington Publik: 3 546 Domare: Etsuko Fukano (Japan) |
| 19:00 UTC+13 | 19:00 UTC+13    |                   |                 |                           | Wellington Publik: 3 546 Domare: Etsuko Fukano (Japan) | Wellington Publik: 3 546 Domare: Etsuko Fukano (Japan) |
| 19:00 UTC+13 | 19:00 UTC+13    |                   |                 |                           | Wellington Publik: 3 546 Domare: Etsuko Fukano (Japan) | Wellington Publik: 3 546 Domare: Etsuko Fukano (Japan) |

|              | 4 november 2008 | Kanada | 0 – 0   | Danmark | Waikato Stadium                                      |                                                      |
| 19:00 UTC+13 | 19:00 UTC+13    |        | Rapport |         | Hamilton Publik: 3 283 Domare: Finau Vulivuli (Fiji) | Hamilton Publik: 3 283 Domare: Finau Vulivuli (Fiji) |
| 19:00 UTC+13 | 19:00 UTC+13    |        |         |         | Hamilton Publik: 3 283 Domare: Finau Vulivuli (Fiji) | Hamilton Publik: 3 283 Domare: Finau Vulivuli (Fiji) |
| 19:00 UTC+13 | 19:00 UTC+13    |        |         |         | Hamilton Publik: 3 283 Domare: Finau Vulivuli (Fiji) | Hamilton Publik: 3 283 Domare: Finau Vulivuli (Fiji) |

### Grupp B
| Nr | Lag        | S | V | O | F | GM | IM | MS | P |
| -- | ---------- | - | - | - | - | -- | -- | -- | - |
| 1  | Tyskland   | 3 | 2 | 1 | 0 | 9  | 3  | +6 | 7 |
| 2  | Nordkorea  | 3 | 1 | 2 | 0 | 4  | 3  | +1 | 5 |
| 3  | Ghana      | 3 | 1 | 1 | 1 | 4  | 4  | 0  | 4 |
| 4  | Costa Rica | 3 | 0 | 0 | 3 | 1  | 8  | −7 | 0 |

|              | 29 oktober 2008 | Costa Rica | 0 – 5           | Tyskland                                                                    | Queen Elizabeth II Park                                  |                                                          |
| 12:00 UTC+13 | 12:00 UTC+13    |            | (0 – 3) Rapport | 17′ Lynn Mester 34′, 43′ Dzsenifer Marozsán 51′ Turid Knaak 66′ Tabea Kemme | Christchurch Publik: 4 105 Domare: Etsuko Fukano (Japan) | Christchurch Publik: 4 105 Domare: Etsuko Fukano (Japan) |
| 12:00 UTC+13 | 12:00 UTC+13    |            |                 |                                                                             | Christchurch Publik: 4 105 Domare: Etsuko Fukano (Japan) | Christchurch Publik: 4 105 Domare: Etsuko Fukano (Japan) |
| 12:00 UTC+13 | 12:00 UTC+13    |            |                 |                                                                             | Christchurch Publik: 4 105 Domare: Etsuko Fukano (Japan) | Christchurch Publik: 4 105 Domare: Etsuko Fukano (Japan) |

|              | 29 oktober 2008 | Nordkorea      | 1 – 1           | Ghana               | Queen Elizabeth II Park                                         |                                                                 |
| 15:00 UTC+13 | 15:00 UTC+13    | Ho Un-Byol 69′ | (0 – 0) Rapport | 73′ Florence Dadson | Christchurch Publik: 453 Domare: Natalia Avdonchenko (Ryssland) | Christchurch Publik: 453 Domare: Natalia Avdonchenko (Ryssland) |
| 15:00 UTC+13 | 15:00 UTC+13    |                |                 |                     | Christchurch Publik: 453 Domare: Natalia Avdonchenko (Ryssland) | Christchurch Publik: 453 Domare: Natalia Avdonchenko (Ryssland) |
| 15:00 UTC+13 | 15:00 UTC+13    |                |                 |                     | Christchurch Publik: 453 Domare: Natalia Avdonchenko (Ryssland) | Christchurch Publik: 453 Domare: Natalia Avdonchenko (Ryssland) |

|              | 1 november 2008 | Ghana                                 | 2 – 3           | Tyskland                                           | Queen Elizabeth II Park                         |                                                 |
| 13:00 UTC+13 | 13:00 UTC+13    | Florence Dadson 65′ Isha Fordjour 86′ | (0 – 2) Rapport | 5′ (str.), 35′ Dzsenifer Marozsán 69′ Leonie Maier | Christchurch Domare: Kirsi Savolainen (Finland) | Christchurch Domare: Kirsi Savolainen (Finland) |
| 13:00 UTC+13 | 13:00 UTC+13    |                                       |                 |                                                    | Christchurch Domare: Kirsi Savolainen (Finland) | Christchurch Domare: Kirsi Savolainen (Finland) |
| 13:00 UTC+13 | 13:00 UTC+13    |                                       |                 |                                                    | Christchurch Domare: Kirsi Savolainen (Finland) | Christchurch Domare: Kirsi Savolainen (Finland) |

|              | 1 november 2008 | Costa Rica                  | 1 – 2           | Nordkorea            | Queen Elizabeth II Park                                          |                                                                  |
| 16:00 UTC+13 | 16:00 UTC+13    | Raquel Rodriguez Cedeno 20′ | (1 – 1) Rapport | 16′, 65′ Yun Hyon-Hi | Christchurch Publik: 4 272 Domare: Cristina Dorcioman (Rumänien) | Christchurch Publik: 4 272 Domare: Cristina Dorcioman (Rumänien) |
| 16:00 UTC+13 | 16:00 UTC+13    |                             |                 |                      | Christchurch Publik: 4 272 Domare: Cristina Dorcioman (Rumänien) | Christchurch Publik: 4 272 Domare: Cristina Dorcioman (Rumänien) |
| 16:00 UTC+13 | 16:00 UTC+13    |                             |                 |                      | Christchurch Publik: 4 272 Domare: Cristina Dorcioman (Rumänien) | Christchurch Publik: 4 272 Domare: Cristina Dorcioman (Rumänien) |

|              | 4 november 2008 | Ghana               | 1 – 0           | Costa Rica | Wellington Stadium                        |                                           |
| 16:00 UTC+13 | 16:00 UTC+13    | Deborah Afriyie 19′ | (1 – 0) Rapport |            | Wellington Domare: Cha Sung-Mi (Sydkorea) | Wellington Domare: Cha Sung-Mi (Sydkorea) |
| 16:00 UTC+13 | 16:00 UTC+13    |                     |                 |            | Wellington Domare: Cha Sung-Mi (Sydkorea) | Wellington Domare: Cha Sung-Mi (Sydkorea) |
| 16:00 UTC+13 | 16:00 UTC+13    |                     |                 |            | Wellington Domare: Cha Sung-Mi (Sydkorea) | Wellington Domare: Cha Sung-Mi (Sydkorea) |

|              | 4 november 2008 | Tyskland          | 1 – 1           | Nordkorea         | Waikato Stadium                        |                                        |
| 16:00 UTC+13 | 16:00 UTC+13    | Alexandra Popp 3′ | (1 – 0) Rapport | 58′ Jon Myong-Hwa | Hamilton Domare: Michelle Pye (Kanada) | Hamilton Domare: Michelle Pye (Kanada) |
| 16:00 UTC+13 | 16:00 UTC+13    |                   |                 |                   | Hamilton Domare: Michelle Pye (Kanada) | Hamilton Domare: Michelle Pye (Kanada) |
| 16:00 UTC+13 | 16:00 UTC+13    |                   |                 |                   | Hamilton Domare: Michelle Pye (Kanada) | Hamilton Domare: Michelle Pye (Kanada) |

### Grupp C
| Nr | Lag       | S | V | O | F | GM | IM | MS  | P |
| -- | --------- | - | - | - | - | -- | -- | --- | - |
| 1  | Japan     | 3 | 3 | 0 | 0 | 17 | 5  | +12 | 9 |
| 2  | USA       | 3 | 1 | 1 | 1 | 6  | 5  | +1  | 4 |
| 3  | Frankrike | 3 | 1 | 1 | 1 | 8  | 10 | −2  | 4 |
| 4  | Paraguay  | 3 | 0 | 0 | 3 | 5  | 16 | −11 | 0 |

|              | 30 oktober 2008 | Japan                                                  | 3 – 2           | USA                                  | Waikato Stadium                                        |                                                        |
| 12:00 UTC+13 | 12:00 UTC+13    | Mana Iwabuchi 31′ Natsumi Kameoka 68′ Kei Yoshioka 74′ | (1 – 1) Rapport | 3′ Vicki DiMartino 51′ Kristie Mewis | Hamilton Publik: 4 816 Domare: Thalia Mitsi (Grekland) | Hamilton Publik: 4 816 Domare: Thalia Mitsi (Grekland) |
| 12:00 UTC+13 | 12:00 UTC+13    |                                                        |                 |                                      | Hamilton Publik: 4 816 Domare: Thalia Mitsi (Grekland) | Hamilton Publik: 4 816 Domare: Thalia Mitsi (Grekland) |
| 12:00 UTC+13 | 12:00 UTC+13    |                                                        |                 |                                      | Hamilton Publik: 4 816 Domare: Thalia Mitsi (Grekland) | Hamilton Publik: 4 816 Domare: Thalia Mitsi (Grekland) |

|              | 30 oktober 2008 | Frankrike                                                                                     | 6 – 2           | Paraguay                                    | Waikato Stadium                                             |                                                             |
| 15:00 UTC+13 | 15:00 UTC+13    | Pauline Crammer 5′, 12′, 61′ (str.) Charlotte Poulain 17′ Marine Augis 58′ Camille Catala 86′ | (3 – 1) Rapport | 45+3′ Jacqueline Gonzalez 90+2′ Paola Genes | Hamilton Publik: 5 016 Domare: Pannipar Kamnueng (Thailand) | Hamilton Publik: 5 016 Domare: Pannipar Kamnueng (Thailand) |
| 15:00 UTC+13 | 15:00 UTC+13    |                                                                                               |                 |                                             | Hamilton Publik: 5 016 Domare: Pannipar Kamnueng (Thailand) | Hamilton Publik: 5 016 Domare: Pannipar Kamnueng (Thailand) |
| 15:00 UTC+13 | 15:00 UTC+13    |                                                                                               |                 |                                             | Hamilton Publik: 5 016 Domare: Pannipar Kamnueng (Thailand) | Hamilton Publik: 5 016 Domare: Pannipar Kamnueng (Thailand) |

|              | 2 november 2008 | Paraguay              | 1 – 3           | USA                                                                  | Waikato Stadium                          |                                          |
| 13:00 UTC+13 | 13:00 UTC+13    | Rebecca Fernandez 32′ | (1 – 0) Rapport | 48′ (sjm.) Cris Mabel Flores 77′ Vicki DiMartino 83′ Courtney Verloo | Hamilton Domare: Thalia Mitsi (Grekland) | Hamilton Domare: Thalia Mitsi (Grekland) |
| 13:00 UTC+13 | 13:00 UTC+13    |                       |                 |                                                                      | Hamilton Domare: Thalia Mitsi (Grekland) | Hamilton Domare: Thalia Mitsi (Grekland) |
| 13:00 UTC+13 | 13:00 UTC+13    |                       |                 |                                                                      | Hamilton Domare: Thalia Mitsi (Grekland) | Hamilton Domare: Thalia Mitsi (Grekland) |

|              | 2 november 2008 | Japan                                                                                            | 7 – 1           | Frankrike        | Waikato Stadium                                            |                                                            |
| 16:00 UTC+13 | 16:00 UTC+13    | Yuiko Inoue 11′ Natsuki Kishikawa 21′ (str.), 57′ Chinatsu Kira 26′, 27′, 34′ Chiaki Shimada 38′ | (6 – 1) Rapport | 16′ Marine Augis | Hamilton Publik: 4 115 Domare: Quetzalli Alvarado (Mexiko) | Hamilton Publik: 4 115 Domare: Quetzalli Alvarado (Mexiko) |
| 16:00 UTC+13 | 16:00 UTC+13    |                                                                                                  |                 |                  | Hamilton Publik: 4 115 Domare: Quetzalli Alvarado (Mexiko) | Hamilton Publik: 4 115 Domare: Quetzalli Alvarado (Mexiko) |
| 16:00 UTC+13 | 16:00 UTC+13    |                                                                                                  |                 |                  | Hamilton Publik: 4 115 Domare: Quetzalli Alvarado (Mexiko) | Hamilton Publik: 4 115 Domare: Quetzalli Alvarado (Mexiko) |

|              | 5 november 2008 | Paraguay                                             | 2 – 7           | Japan                                                                                         | Queen Elizabeth II Park                            |                                                    |
| 16:00 UTC+13 | 16:00 UTC+13    | Jacqueline Gonzalez 20′ (str.) Gloria Villamayor 55′ | (1 – 3) Rapport | 36′, 73′ Natsuki Kishikawa 40′ Marika Ohshima 43′, 52′ Haruka Hamada 83′, 89′ Saori Takahashi | Christchurch Domare: Cristina Dorcioman (Rumänien) | Christchurch Domare: Cristina Dorcioman (Rumänien) |
| 16:00 UTC+13 | 16:00 UTC+13    |                                                      |                 |                                                                                               | Christchurch Domare: Cristina Dorcioman (Rumänien) | Christchurch Domare: Cristina Dorcioman (Rumänien) |
| 16:00 UTC+13 | 16:00 UTC+13    |                                                      |                 |                                                                                               | Christchurch Domare: Cristina Dorcioman (Rumänien) | Christchurch Domare: Cristina Dorcioman (Rumänien) |

|              | 5 november 2008 | USA                 | 1 – 1           | Frankrike     | North Harbour Stadium                |                                      |
| 16:00 UTC+13 | 16:00 UTC+13    | Vicki DiMartino 57′ | (0 – 0) Rapport | 72′ Lea Rubio | Auckland Domare: Silvia Reyes (Peru) | Auckland Domare: Silvia Reyes (Peru) |
| 16:00 UTC+13 | 16:00 UTC+13    |                     |                 |               | Auckland Domare: Silvia Reyes (Peru) | Auckland Domare: Silvia Reyes (Peru) |
| 16:00 UTC+13 | 16:00 UTC+13    |                     |                 |               | Auckland Domare: Silvia Reyes (Peru) | Auckland Domare: Silvia Reyes (Peru) |

### Grupp D
| Nr | Lag       | S | V | O | F | GM | IM | MS | P |
| -- | --------- | - | - | - | - | -- | -- | -- | - |
| 1  | Sydkorea  | 3 | 2 | 0 | 1 | 6  | 3  | +3 | 6 |
| 2  | England   | 3 | 2 | 0 | 1 | 4  | 3  | +1 | 6 |
| 3  | Nigeria   | 3 | 1 | 1 | 1 | 4  | 4  | 0  | 4 |
| 4  | Brasilien | 3 | 0 | 1 | 2 | 3  | 7  | −4 | 1 |

|              | 30 oktober 2008 | Brasilien | 0 – 3           | England                                    | Wellington Stadium                                      |                                                         |
| 12:00 UTC+13 | 12:00 UTC+13    |           | (0 – 0) Rapport | 71′, 89′ Danielle Carter 75′ Lauren Bruton | Wellington Publik: 10 795 Domare: Michelle Pye (Kanada) | Wellington Publik: 10 795 Domare: Michelle Pye (Kanada) |
| 12:00 UTC+13 | 12:00 UTC+13    |           |                 |                                            | Wellington Publik: 10 795 Domare: Michelle Pye (Kanada) | Wellington Publik: 10 795 Domare: Michelle Pye (Kanada) |
| 12:00 UTC+13 | 12:00 UTC+13    |           |                 |                                            | Wellington Publik: 10 795 Domare: Michelle Pye (Kanada) | Wellington Publik: 10 795 Domare: Michelle Pye (Kanada) |

|              | 30 oktober 2008 | Sydkorea      | 1 – 2           | Nigeria                            | Wellington Stadium                                      |                                                         |
| 15:00 UTC+13 | 15:00 UTC+13    | Ji So-Yun 85′ | (0 – 1) Rapport | 1′ Soo Adekwagh 60′ Amenze Aighewi | Wellington Publik: 11 500 Domare: Finau Vulivuli (Fiji) | Wellington Publik: 11 500 Domare: Finau Vulivuli (Fiji) |
| 15:00 UTC+13 | 15:00 UTC+13    |               |                 |                                    | Wellington Publik: 11 500 Domare: Finau Vulivuli (Fiji) | Wellington Publik: 11 500 Domare: Finau Vulivuli (Fiji) |
| 15:00 UTC+13 | 15:00 UTC+13    |               |                 |                                    | Wellington Publik: 11 500 Domare: Finau Vulivuli (Fiji) | Wellington Publik: 11 500 Domare: Finau Vulivuli (Fiji) |

|              | 2 november 2008 | Nigeria | 0 – 1           | England              | Wellington Stadium                       |                                          |
| 13:00 UTC+13 | 13:00 UTC+13    |         | (0 – 0) Rapport | 79′ Jessica Holbrook | Wellington Domare: Etsuko Fukano (Japan) | Wellington Domare: Etsuko Fukano (Japan) |
| 13:00 UTC+13 | 13:00 UTC+13    |         |                 |                      | Wellington Domare: Etsuko Fukano (Japan) | Wellington Domare: Etsuko Fukano (Japan) |
| 13:00 UTC+13 | 13:00 UTC+13    |         |                 |                      | Wellington Domare: Etsuko Fukano (Japan) | Wellington Domare: Etsuko Fukano (Japan) |

|              | 2 november 2008 | Brasilien            | 1 – 2           | Sydkorea                           | Wellington Stadium                                        |                                                           |
| 16:00 UTC+13 | 16:00 UTC+13    | Raquel Fernandes 66′ | (0 – 0) Rapport | 47′ Lee Min-Sun 57′ Lee Hyun-Young | Wellington Publik: 6 471 Domare: Damgoua Neguel (Kamerun) | Wellington Publik: 6 471 Domare: Damgoua Neguel (Kamerun) |
| 16:00 UTC+13 | 16:00 UTC+13    |                      |                 |                                    | Wellington Publik: 6 471 Domare: Damgoua Neguel (Kamerun) | Wellington Publik: 6 471 Domare: Damgoua Neguel (Kamerun) |
| 16:00 UTC+13 | 16:00 UTC+13    |                      |                 |                                    | Wellington Publik: 6 471 Domare: Damgoua Neguel (Kamerun) | Wellington Publik: 6 471 Domare: Damgoua Neguel (Kamerun) |

|              | 5 november 2008 | Brasilien                             | 2 – 2           | Nigeria                               | Queen Elizabeth II Park                                           |                                                                   |
| 19:00 UTC+13 | 19:00 UTC+13    | Ketlen Wiggers 35′ Rafaelle Souza 71′ | (1 – 1) Rapport | 43′ Ebere Orji 75′ Amarachi Okoronkwo | Christchurch Publik: 1 410 Domare: Natalian Avdoncheko (Ryssland) | Christchurch Publik: 1 410 Domare: Natalian Avdoncheko (Ryssland) |
| 19:00 UTC+13 | 19:00 UTC+13    |                                       |                 |                                       | Christchurch Publik: 1 410 Domare: Natalian Avdoncheko (Ryssland) | Christchurch Publik: 1 410 Domare: Natalian Avdoncheko (Ryssland) |
| 19:00 UTC+13 | 19:00 UTC+13    |                                       |                 |                                       | Christchurch Publik: 1 410 Domare: Natalian Avdoncheko (Ryssland) | Christchurch Publik: 1 410 Domare: Natalian Avdoncheko (Ryssland) |

|              | 5 november 2008 | England | 0 – 3           | Sydkorea                                      | North Harbour Stadium                                   |                                                         |
| 19:00 UTC+13 | 19:00 UTC+13    |         | (0 – 2) Rapport | 8′ Ji So-Yun 16′ Go Kyung-Yeon 71′ Song Ah-Ri | Auckland Publik: 3 920 Domare: Damgoua Negual (Kamerun) | Auckland Publik: 3 920 Domare: Damgoua Negual (Kamerun) |
| 19:00 UTC+13 | 19:00 UTC+13    |         |                 |                                               | Auckland Publik: 3 920 Domare: Damgoua Negual (Kamerun) | Auckland Publik: 3 920 Domare: Damgoua Negual (Kamerun) |
| 19:00 UTC+13 | 19:00 UTC+13    |         |                 |                                               | Auckland Publik: 3 920 Domare: Damgoua Negual (Kamerun) | Auckland Publik: 3 920 Domare: Damgoua Negual (Kamerun) |

## Slutspel

### Slutspelsträd
|  | Kvartsfinaler           | Kvartsfinaler              |                            |       | Semifinaler | Semifinaler |  |  | Final | Final |
|  |                         |                            |                            |       |             |             |  |  |       |       |
|  | 8 november - Wellington |                            |                            |       |             |             |  |  |       |       |
|  |                         |                            |                            |       |             |             |  |  |       |       |
|  | Danmark                 | 0                          |                            |       |             |             |  |  |       |       |
|  | Danmark                 | 0                          | 13 november - Christchurch |       |             |             |  |  |       |       |
|  | Nordkorea               | 4                          |                            |       |             |             |  |  |       |       |
|  | Nordkorea               | 4                          | Nordkorea                  | 2     |             |             |  |  |       |       |
|  | 9 november - Hamilton   |                            | Nordkorea                  | 2     |             |             |  |  |       |       |
|  |                         | England                    | 1                          |       |             |             |  |  |       |       |
|  | Japan                   | England                    | 1                          | 2 (4) |             |             |  |  |       |       |
|  | Japan                   |                            | 16 november - Auckland     | 2 (4) |             |             |  |  |       |       |
|  | England (str.)          | 2 (5)                      |                            |       |             |             |  |  |       |       |
|  | England (str.)          | 2 (5)                      | Nordkorea                  | 2     |             |             |  |  |       |       |
|  | 8 november - Wellington |                            | Nordkorea                  | 2     |             |             |  |  |       |       |
|  |                         | USA                        | 1                          |       |             |             |  |  |       |       |
|  | Tyskland                | USA                        | 1                          | 3     |             |             |  |  |       |       |
|  | Tyskland                | 13 november - Christchurch |                            | 3     |             |             |  |  |       |       |
|  | Kanada                  | 1                          |                            |       |             |             |  |  |       |       |
|  | Kanada                  | 1                          | Tyskland                   | 1     |             |             |  |  |       |       |
|  | 9 november - Hamilton   |                            | Tyskland                   | 1     |             |             |  |  |       |       |
|  |                         | USA                        | 2                          |       | Bronsmatch  | Bronsmatch  |  |  |       |       |
|  | Sydkorea                | USA                        | 2                          | 2     | Bronsmatch  | Bronsmatch  |  |  |       |       |
|  | Sydkorea                |                            | 16 november - Auckland     | 2     |             |             |  |  |       |       |
|  | USA                     | 4                          |                            |       |             |             |  |  |       |       |
|  | USA                     | 4                          | England                    | 0     |             |             |  |  |       |       |
|  |                         |                            |                            |       |             |             |  |  |       |       |
|  | Tyskland                | 3                          |                            |       |             |             |  |  |       |       |
|  | Tyskland                | 3                          |                            |       |             |             |  |  |       |       |

### Kvartsfinaler
|              | 8 november 2008 | Danmark | 0 – 4           | Nordkorea                                         | Wellington Stadium                         |                                            |
| 13:00 UTC+13 | 13:00 UTC+13    |         | (0 – 1) Rapport | 21′, 73′ Jon Myong-Hwa 86′ Ri Un-Ae 89′ Kim Un-Ju | Wellington Domare: Thalia Mitsi (Grekland) | Wellington Domare: Thalia Mitsi (Grekland) |
| 13:00 UTC+13 | 13:00 UTC+13    |         |                 |                                                   | Wellington Domare: Thalia Mitsi (Grekland) | Wellington Domare: Thalia Mitsi (Grekland) |
| 13:00 UTC+13 | 13:00 UTC+13    |         |                 |                                                   | Wellington Domare: Thalia Mitsi (Grekland) | Wellington Domare: Thalia Mitsi (Grekland) |

|              | 8 november 2008 | Tyskland                                   | 3 – 1           | Kanada           | Wellington Stadium                                   |                                                      |
| 16:00 UTC+13 | 16:00 UTC+13    | Dzsenifer Marozsán 4′, 78′ Lynn Mester 34′ | (2 – 1) Rapport | 44′ Nkem Ezurike | Wellington Publik: 4 182 Domare: Silvia Reyes (Peru) | Wellington Publik: 4 182 Domare: Silvia Reyes (Peru) |
| 16:00 UTC+13 | 16:00 UTC+13    |                                            |                 |                  | Wellington Publik: 4 182 Domare: Silvia Reyes (Peru) | Wellington Publik: 4 182 Domare: Silvia Reyes (Peru) |
| 16:00 UTC+13 | 16:00 UTC+13    |                                            |                 |                  | Wellington Publik: 4 182 Domare: Silvia Reyes (Peru) | Wellington Publik: 4 182 Domare: Silvia Reyes (Peru) |

|              | 9 november 2008 | Japan                                                                     | 0000 2 – 2 (e.fl.)         | England                                                       | Waikato Stadium                              |                                              |
| 13:00 UTC+13 | 13:00 UTC+13    | Chinatsu Kira 8′ Mana Iwabuchi 82′                                        | (1 – 1) Rapport            | 45+1′ Lucy Staniforth 90+1′ Isobel Christiansen               | Hamilton Domare: Quetzalli Alvarado (Mexiko) | Hamilton Domare: Quetzalli Alvarado (Mexiko) |
| 13:00 UTC+13 | 13:00 UTC+13    |                                                                           |                            |                                                               | Hamilton Domare: Quetzalli Alvarado (Mexiko) | Hamilton Domare: Quetzalli Alvarado (Mexiko) |
| 13:00 UTC+13 | 13:00 UTC+13    | Chinatsu Kira Yuko Takeyama Natsumi Kameoka Natsuki Kishikawa Akane Saitō | Straffsparksläggning 4 – 5 | Jordan Nobbs Lauren Bruton Danielle Carter Rachel Pitman Bner | Hamilton Domare: Quetzalli Alvarado (Mexiko) | Hamilton Domare: Quetzalli Alvarado (Mexiko) |

|              | 9 november 2008 | Sydkorea                | 2 – 4           | USA                                                            | Waikato Stadium                                           |                                                           |
| 16:00 UTC+13 | 16:00 UTC+13    | Lee Hyun-Young 65′, 85′ | (0 – 1) Rapport | 27′, 78′ Courtney Verloo 54′ Kristie Mewis 84′ Vicki DiMartino | Hamilton Publik: 7 247 Domare: Kirsi Savolainen (Finland) | Hamilton Publik: 7 247 Domare: Kirsi Savolainen (Finland) |
| 16:00 UTC+13 | 16:00 UTC+13    |                         |                 |                                                                | Hamilton Publik: 7 247 Domare: Kirsi Savolainen (Finland) | Hamilton Publik: 7 247 Domare: Kirsi Savolainen (Finland) |
| 16:00 UTC+13 | 16:00 UTC+13    |                         |                 |                                                                | Hamilton Publik: 7 247 Domare: Kirsi Savolainen (Finland) | Hamilton Publik: 7 247 Domare: Kirsi Savolainen (Finland) |

### Semifinaler
|              | 13 november 2008 | Nordkorea                        | 2 – 1           | England          | Queen Elizabeth II Park                    |                                            |
| 16:00 UTC+13 | 16:00 UTC+13     | Ho Un-Byol 19′ Jon Myong-Hwa 44′ | (2 – 0) Rapport | 75′ Rebecca Jane | Christchurch Domare: Michelle Pye (Kanada) | Christchurch Domare: Michelle Pye (Kanada) |
| 16:00 UTC+13 | 16:00 UTC+13     |                                  |                 |                  | Christchurch Domare: Michelle Pye (Kanada) | Christchurch Domare: Michelle Pye (Kanada) |
| 16:00 UTC+13 | 16:00 UTC+13     |                                  |                 |                  | Christchurch Domare: Michelle Pye (Kanada) | Christchurch Domare: Michelle Pye (Kanada) |

|              | 13 november 2008 | Tyskland          | 1 – 2           | USA                                     | Queen Elizabeth II Park                                   |                                                           |
| 19:00 UTC+13 | 19:00 UTC+13     | Alexandra Popp 6′ | (1 – 0) Rapport | 63′ Vicki DiMartino 81′ Courtney Verloo | Christchurch Publik: 8 014 Domare: Sung Mi Cha (Sydkorea) | Christchurch Publik: 8 014 Domare: Sung Mi Cha (Sydkorea) |
| 19:00 UTC+13 | 19:00 UTC+13     |                   |                 |                                         | Christchurch Publik: 8 014 Domare: Sung Mi Cha (Sydkorea) | Christchurch Publik: 8 014 Domare: Sung Mi Cha (Sydkorea) |
| 19:00 UTC+13 | 19:00 UTC+13     |                   |                 |                                         | Christchurch Publik: 8 014 Domare: Sung Mi Cha (Sydkorea) | Christchurch Publik: 8 014 Domare: Sung Mi Cha (Sydkorea) |

### Match om tredjepris
|              | 16 november 2008 | England | 0 – 3           | Tyskland                                        | North Harbour Stadium                           |                                                 |
| 13:00 UTC+13 | 13:00 UTC+13     |         | (0 – 1) Rapport | 11′ Inka Wesely 74′ Turid Knaak 88′ Lynn Mester | Auckland Domare: Natalia Avdonchenko (Ryssland) | Auckland Domare: Natalia Avdonchenko (Ryssland) |
| 13:00 UTC+13 | 13:00 UTC+13     |         |                 |                                                 | Auckland Domare: Natalia Avdonchenko (Ryssland) | Auckland Domare: Natalia Avdonchenko (Ryssland) |
| 13:00 UTC+13 | 13:00 UTC+13     |         |                 |                                                 | Auckland Domare: Natalia Avdonchenko (Ryssland) | Auckland Domare: Natalia Avdonchenko (Ryssland) |

### Final
|              | 16 november 2008 | Nordkorea                           | 0000 2 – 1 (e.fl.) | USA                      | North Harbour Stadium                               |                                                     |
| 16:00 UTC+13 | 16:00 UTC+13     | Kim Un-Hyang 77′ Jang Hyon-Sun 113′ | (0 – 1) Rapport    | 2′ (sjm.) Hong Myong Hui | Auckland Publik: 16 162 Domare: Silvia Reyes (Peru) | Auckland Publik: 16 162 Domare: Silvia Reyes (Peru) |
| 16:00 UTC+13 | 16:00 UTC+13     |                                     |                    |                          | Auckland Publik: 16 162 Domare: Silvia Reyes (Peru) | Auckland Publik: 16 162 Domare: Silvia Reyes (Peru) |
| 16:00 UTC+13 | 16:00 UTC+13     |                                     |                    |                          | Auckland Publik: 16 162 Domare: Silvia Reyes (Peru) | Auckland Publik: 16 162 Domare: Silvia Reyes (Peru) |

## Slutställning
| Nr | Lag         | S | V | O | F | GM | IM | MS  | P  |
| -- | ----------- | - | - | - | - | -- | -- | --- | -- |
| 1  | Nordkorea   | 6 | 4 | 2 | 0 | 12 | 5  | +7  | 14 |
| 2  | USA         | 6 | 3 | 1 | 2 | 13 | 10 | +3  | 10 |
| 3  | Tyskland    | 6 | 4 | 1 | 1 | 16 | 6  | +10 | 13 |
| 4  | England     | 6 | 2 | 1 | 3 | 7  | 10 | −3  | 7  |
| 5  | Japan       | 4 | 3 | 1 | 0 | 19 | 7  | +12 | 10 |
| 6  | Sydkorea    | 4 | 2 | 0 | 2 | 8  | 7  | +1  | 6  |
| 7  | Kanada      | 4 | 1 | 2 | 1 | 3  | 4  | −1  | 5  |
| 8  | Danmark     | 4 | 1 | 2 | 1 | 3  | 6  | −3  | 5  |
| 9  | Ghana       | 3 | 1 | 1 | 1 | 4  | 4  | 0   | 4  |
| 9  | Nigeria     | 3 | 1 | 1 | 1 | 4  | 4  | 0   | 4  |
| 11 | Frankrike   | 3 | 1 | 1 | 1 | 8  | 10 | −2  | 4  |
| 12 | Nya Zeeland | 3 | 1 | 0 | 2 | 4  | 4  | 0   | 3  |
| 13 | Colombia    | 3 | 0 | 2 | 1 | 3  | 5  | −2  | 2  |
| 14 | Brasilien   | 3 | 0 | 1 | 2 | 3  | 7  | −4  | 1  |
| 15 | Costa Rica  | 3 | 0 | 0 | 3 | 1  | 8  | −7  | 0  |
| 16 | Paraguay    | 3 | 0 | 0 | 3 | 5  | 16 | −11 | 0  |